# Bouin (Deux-Sèvres)
Bouin és un municipi francès situat al departament de Deux-Sèvres i a la regió de la Nova Aquitània. L'any 2007 tenia 147 habitants.

## Demografia

### Població
El 2007 la població de fet de Bouin era de 147 persones. Hi havia 60 famílies de les quals 12 eren unipersonals (8 homes vivint sols i 4 dones vivint soles), 28 parelles sense fills, 16 parelles amb fills i 4 famílies monoparentals amb fills.
La població ha evolucionat segons el següent gràfic:
Habitants censats

### Habitatges
El 2007 hi havia 86 habitatges, 63 eren l'habitatge principal de la família, 12 eren segones residències i 12 estaven desocupats. 85 eren cases i 1 era un apartament. Dels 63 habitatges principals, 49 estaven ocupats pels seus propietaris i 14 estaven llogats i ocupats pels llogaters; 3 tenien dues cambres, 8 en tenien tres, 11 en tenien quatre i 41 en tenien cinc o més. 44 habitatges disposaven pel capbaix d'una plaça de pàrquing. A 34 habitatges hi havia un automòbil i a 23 n'hi havia dos o més.

### Piràmide de població
La piràmide de població per edats i sexe el 2009 era:
| Homes | Edats   | Dones |
| ----- | ------- | ----- |
| 0     | 95 o +  | 0     |
| 0     | 90 a 94 | 0     |
| 4     | 85 a 89 | 0     |
| 0     | 80 a 84 | 4     |
| 4     | 75 a 79 | 0     |
| 8     | 70 a 74 | 0     |
| 8     | 65 a 69 | 8     |
| 8     | 60 a 64 | 12    |
| 0     | 55 a 59 | 0     |
| 0     | 50 a 54 | 0     |
| 4     | 45 a 49 | 0     |
| 12    | 40 a 44 | 8     |
| 0     | 35 a 39 | 4     |
| 0     | 30 a 34 | 0     |
| 4     | 25 a 29 | 8     |
| 4     | 20 a 24 | 8     |
| 0     | 15 a 19 | 8     |
| 8     | 10 a 14 | 0     |
| 0     | 5 a 9   | 4     |
| 4     | 0 a 4   | 0     |

## Economia
El 2007 la població en edat de treballar era de 80 persones, 52 eren actives i 28 eren inactives. De les 52 persones actives 46 estaven ocupades (28 homes i 18 dones) i 6 estaven aturades (2 homes i 4 dones). De les 28 persones inactives 12 estaven jubilades, 8 estaven estudiant i 8 estaven classificades com a «altres inactius».

### Ingressos
El 2009 a Bouin hi havia 63 unitats fiscals que integraven 143 persones, la mediana anual d'ingressos fiscals per persona era de 13.647 €.

### Activitats econòmiques
Dels 3 establiments que hi havia el 2007, 1 era d'una empresa de construcció, 1 d'una empresa de comerç i reparació d'automòbils i 1 d'una empresa de serveis.
Dels 2 establiments de servei als particulars que hi havia el 2009, 1 era un taller de reparació d'automòbils i de material agrícola i 1 paleta.
L'any 2000 a Bouin hi havia 8 explotacions agrícoles que ocupaven un total de 415 hectàrees.

## Poblacions més properes
El següent diagrama mostra les poblacions més properes.